# Білозер'є (Мурашинський район)
Білозе́р'є (рос. Белозёрье) — присілок у складі Мурашинського району Кіровської області, Росія. Входить до складу Мурашинського міського поселення.
Населення становить 20 осіб (2010, 31 у 2002).
Національний склад станом на 2002 рік — росіяни 100 %.